# Sèrie 257 de FGC

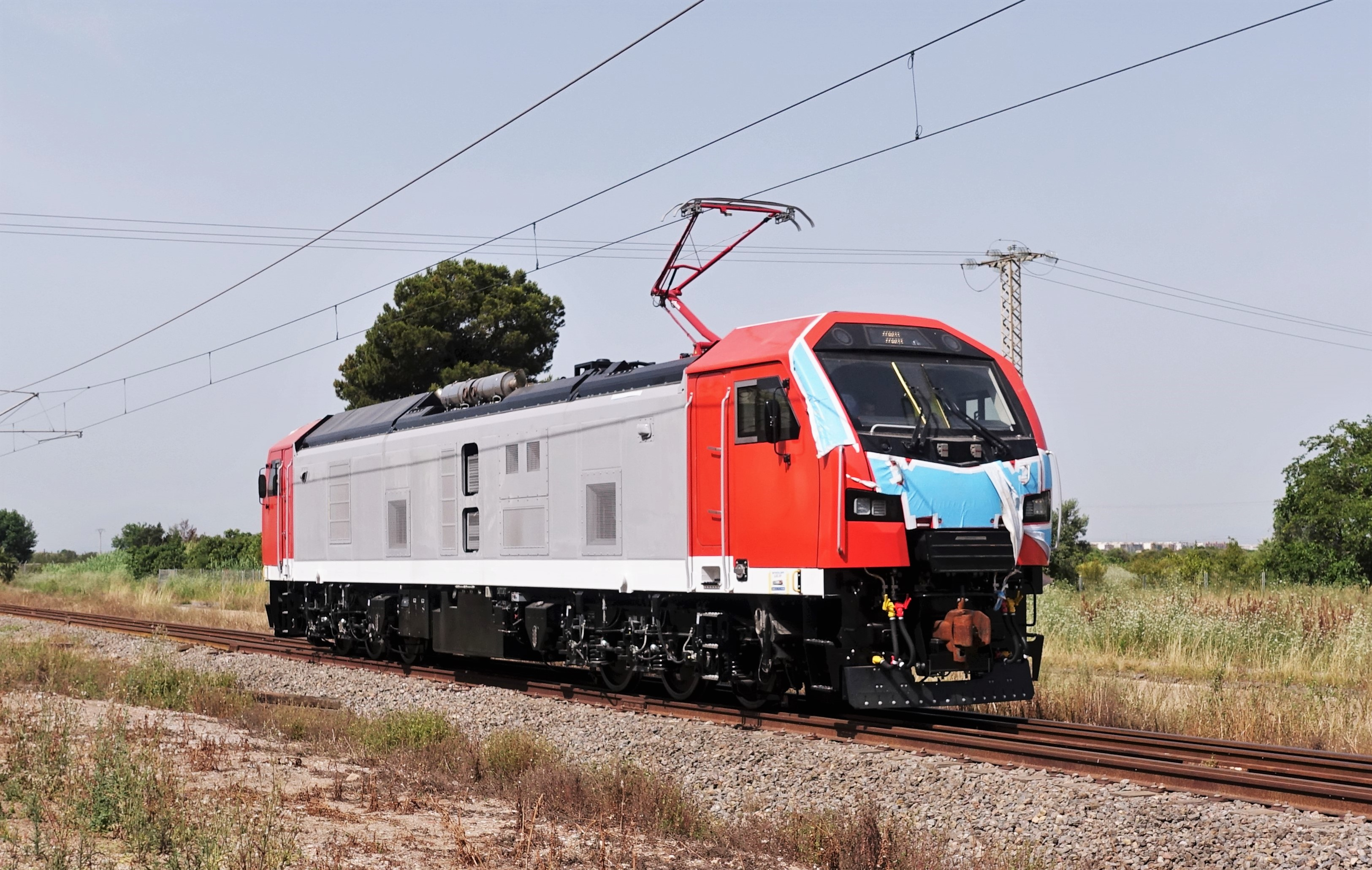

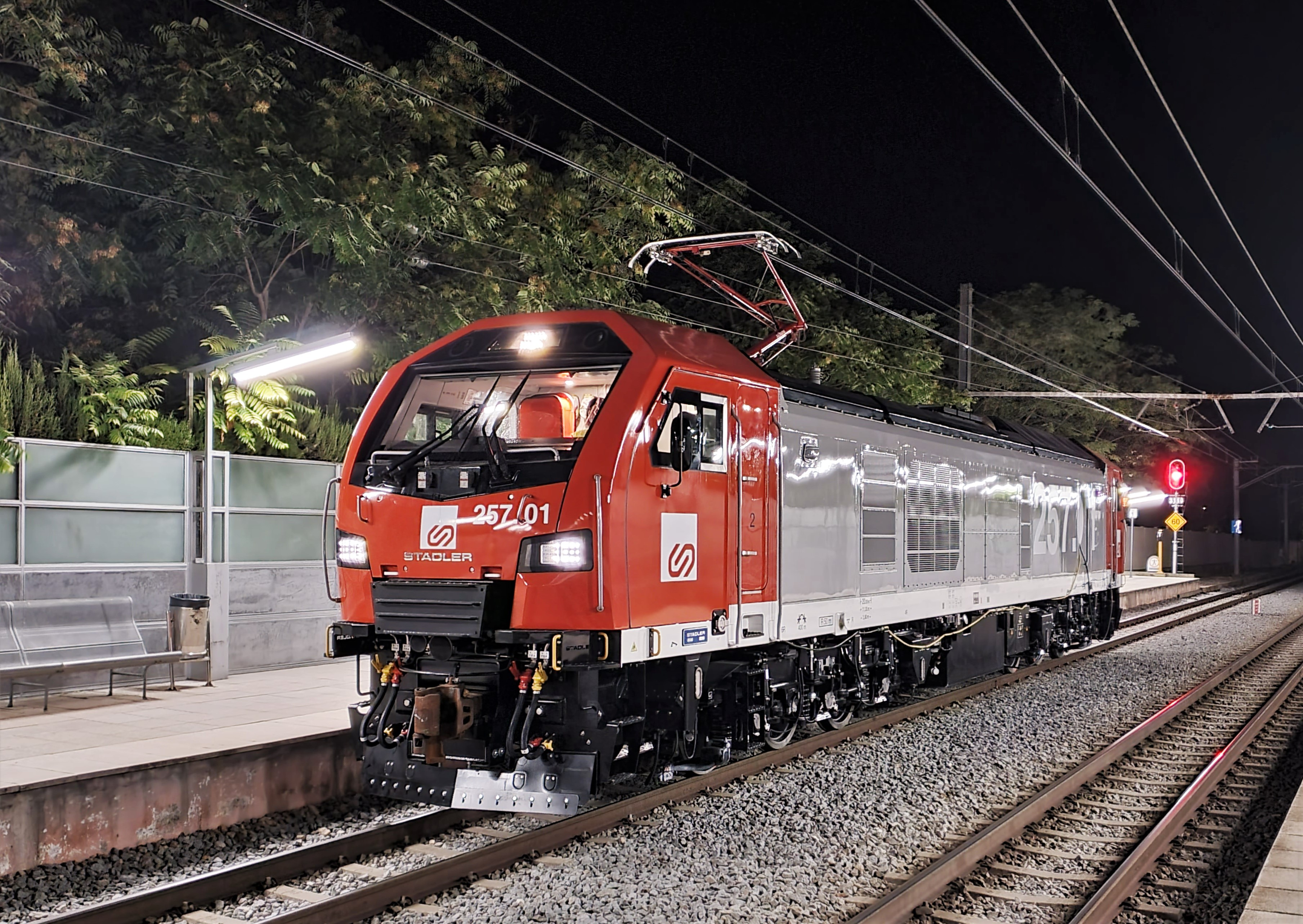

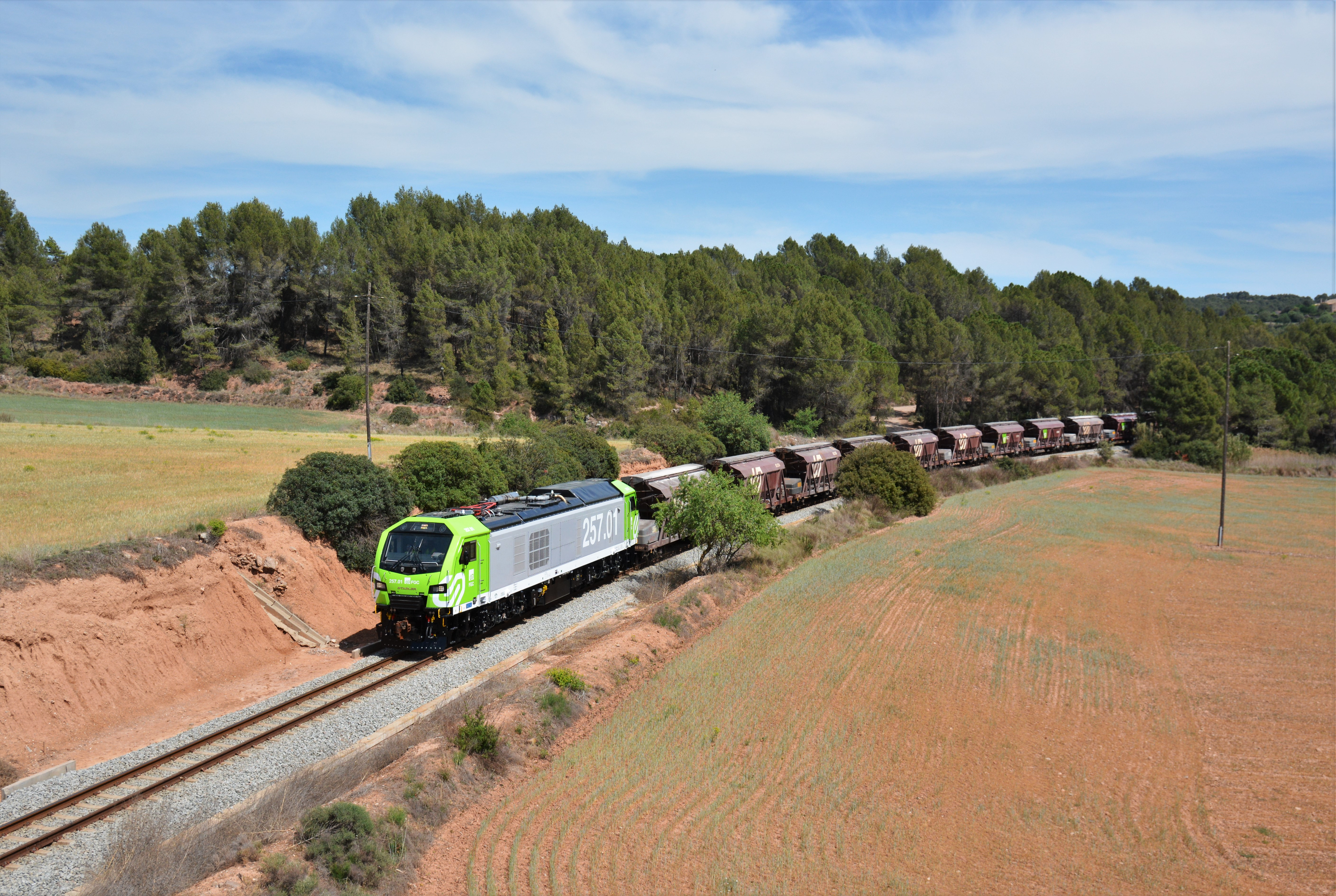

La sèrie 257 de Ferrocarrils de la Generalitat de Catalunya està formada per cinc locomotores duals (elèctriques i dièsel), destinades a remolcar trens de mercaderies a la línia Llobregat-Anoia. Es van posar en servei entre els mesos de maig i juny de 2023.

## Història

### Antecedents
L'any 2011, l'empresa ICL Iberia (propietària de les mines del Bages) va presentar el Pla Phoenix, que preveia tot un conjunt d'inversions per tal de reestructurar les seves activitats a la zona, i augmentar la producció. A l'ampliació i millora de la mina Cabanasses s'hi van afegir diverses construccions a Súria, així com dues plantes de tractament del clorur sòdic que actualment s'emmagatzema en els runams, per tal de produir sal vacuum. El pla també preveia la concentració de les activitats de Sallent a Súria, així com el tancament de la mina de Vilafruns, a Balsareny, que es va produir el juliol de 2020.
Un aspecte clau de tot aquest pla de desenvolupament és la capacitat de transport dels productes miners. Des de l'any 1924, a l'Súria arriba una línia d'ample mètric, explotada primer per la Compañía General de los Ferrocarriles Catalanes (CGFC), i des del 1979 per Ferrocarrils de la Generalitat de Catalunya (FGC). El 21 d'octubre de 2011, ICL Iberia va signar un conveni amb FGC per tal que aquesta redactés el projecte de conversió de la línia Manresa-Súria a l'ample ferroviari estàndard i incorporés un tercer carril d'aquesta amplada fins a Martorell, on enllaçaria amb el Corredor Mediterrani. Tot i que es va arribar a fer un estudi informatiu, finalment es va decidir que aquest projecte no s'executaria i, en el seu lloc, es milloraria la línia existent (amb la renovació integral de la via en tot el seu traçat), i s'adquiririen noves locomotores i vagons d'ample mètric.

### Adquisició i fabricació
Donada la gran inversió que suposava l'adquisició de les locomotores, no es va licitar el contracte fins a tenir acordat amb ICL Iberia un conveni que garantís la circulació de trens durant un llarg període i, per tant, l'amortització de les locomotores.
Arribats a aquest acord, el juny de 2019 el Govern de Catalunya va autoritzar a FGC la compra de cinc noves locomotores i 66 vagons. Aquest nou material hauria de servir tant per renovar el material mòbil (substituint a les tres locomotores de la sèrie 254) com per fer front a l'increment de tones a transportar, i preveia una inversió de 43,2 milions d'Euros. Les cinc noves locomotores haurien de ser duals (amb tracció elèctrica i també dièsel), per tal de reduir el consum de gasoil i de les emissions contaminants.
La licitació per la construcció de les cinc locomotores es va publicar el juliol següent, amb un pressupost de 30 milions d'Euros sense IVA. El 19 de juliol es va signar el conveni entre ICL Iberia i FGC, amb una durada de 30 anys. A la licitació només es va presentar una oferta, per part d'Stadler Rail, que va resultar guanyadora. El 2 de desembre de 2019 es va resoldre l'adjudicació a favor d'aquest fabricant, per un import de 29.985.000 Euros sense IVA (36.300.000 amb IVA), dels quals 27.975.000 corresponen a la fabricació de les cinc locomotores (preu unitari de 5.595.00 Euros) i la resta a recanvis. El contracte es va signar el 3 de gener de 2020. El termini de lliurament es va fixar en 27 mesos a comptar a partir del mes de febrer, que vol dir que les cinc locomotores haurien d'estar entregades l'abril del 2022. No obstant, degut a la pandèmia del COVD-19, el setembre de 2020 es va signar una modificació del contracte, per la qual és previst que la primera locomotora sigui entregada el 30 de juny de 2022, i les quatre restants el següent mes d'agost. Una nova modificació del contracte, per afegir un sistema automàtic de canvi de mode de tracció, va fixar la data d'entrega de la primera locomotora el 30 de maig de 2022, i la cinquena el 27 se setembre següent. El preu final va augmentar lleugerament, fins als 30.359.920 €, sense IVA.
El 18 de juny de 2020 es va licitar el subministrament i instal·lació dels equips de seguretat FAP Digital per les cinc locomotores, amb un pressupost de 395.000 Euros sense IVA, i el 14 de juliol una altra licitació per a l'avaluació de seguretat, amb un pressupost de 80.000 Euros sense IVA.
Les locomotores van ser fabricades a la factoria que Stadler Rail té a la població valenciana d'Albuixec, quedant acabades entre l'estiu i la tardor de 2022. La primera locomotora, la 257.01, es va descarregar al taller de  Martorell Enllaç el 29 de juliol de 2022. Van seguir la 257.02 el 13 de desembre; la 257.03 el 5 d'abril de 2023; la 257.04 el 25 d'abril; i la 257.05 el 9 de maig.

### Posada en servei
Abans de la seva presentació oficial i posada en servei, es van vinilar amb el color verd corporatiu d' FGC. El dijous 4 de maig de 2023 al matí es va fer l'acte de presentació oficial de la sèrie i la posada en servei de les dues primeres (257.01 i 257.02), la tarda del mateix dia.
Les altres tres locomotores van fer els seus primers trens comercials els dies 26 de maig (275.03), 29 de maig (257.04) i 6 de juny (257.05).
Des de llavors, les cinc noves locomotores duals de la sèrie 257 es fan càrrec de la totalitat dels trens de mercaderies de la Llobregat-Anoia:
- Els trens de potassa o de sal vaccum que circulen entre l'estació de Súria i la terminal d'Álvarez de la Campa, al port de Barcelona. Circulen tres trens diaris d'anada i tornada, de dilluns a diumenge, tot i que és previst augmentar la seva freqüència progressivament fins a set diaris.
- Els trens d'automòbils nous de SEAT entre l'apartador industrial de la fàbrica de Martorell i la terminal del moll Príncep d'Espanya al port de Barcelona, amb tres serveis diaris d'anada i tornada de dilluns a divendres.

Tots aquests trens circulen amb tracció elèctrica des de l'estació de Manresa Alta fins a la de Martorell Enllaç i des de l'estació de  Martorell Central fins a la de Sant Boi de Llobregat, i amb tracció dièsel als ramals industrials.
La seva arribada ha suposat donar de baixa i retirar del servei les tres locomotores de la sèrie 254, que l'any 2023 ja tenien 33 anys de vida.

## Característiques tècniques
En la confecció del projecte, Stadler Rail s'ha basat en les locomotores dièsel-elèctriques SALI, que va vendre l'any 2019 a la boliviana Empresa Ferroviaria Andina S.A., també d'ample de vía mètric.
Les 257 de FGC disposen de dos bogis de tres eixos, un motor dièsel, dues cabines de conducció i una longitud de 20 metres. La potència és de 2.000 kW en tracció elèctrica i de 950 kW en tracció dièsel (les locomotores actuals tenen una potència de 1.119 kW només en tracció dièsel), i la velocitat màxima és de 80 km/h. Poden remolcar trens formats per 24 vagons, en lloc dels 20 que podien remolcar les 254 (1.440 tones brutes en lloc de 1.200).